# José Contreras (Fußballspieler, 1982)
José Raúl Contreras Arrau (* 23. März 1982 in Quilpué) ist ein ehemaliger chilenischer Fußballspieler. Der Abwehrspieler gewann vier Meistertitel und absolvierte neun Länderspiele für Chile.

## Karriere

### Verein
José Contreras debütierte 2000 für die Santiago Wanderers und gewann mit der Mannschaft aus Valparaíso die Meisterschaft 2001. 2007 wechselte der Abwehrspieler, der auch im Mittelfeld eingesetzt werden konnte, zum CD Huachipato und im Januar 2008 zu Universidad de Chile. Contreras wurde mit der Zeit zum unangefochtenen Startelfspieler und einer der tragenden Säulen beim Gewinn der Apertura 2009. Nachdem er allerdings unter Jorge Sampaoli kaum noch eingesetzt wurde und bei der Meisterschaft der Apertura 2011 ein Ligaspiel absolvierte, kehrte er zu Huachipato zurück.
Mit dem Klub aus Talcahuano wurde Contreras ein weiteres Mal in der Clausura 2012 ein weiteres Mal Meister, für Huachipato nach 1974 erst der zweite Meistertitel. 2014 wechselte der auf der rechten Abwehrseite beheimatete Contreras zu Audax Italiano, bei dem seiner früherer Trainer Jorge Pellicer nun an der Seitenlinie stand. Dort beendete der neunfache Nationalspieler 2016 seine Karriere.

### Nationalmannschaft
José Contreras debütierte im April 1995 unter Nelson Acosta beim Freundschaftsspiel gegen Neuseeland, als er für Roberto Cereceda in der 55. Spielminute eingewechselt wurde. Der Verteidiger kam in weiteren Freundschaftsspielen zum Einsatz, absolvierte aber nie ein Pflichtspiel. Im Mai 2007 absolvierte Contreras gegen Haiti sein letztes Länderspiel. Insgesamt kommt er auf neun Einsätze, davon die meisten als Einwechselspieler.

## Erfolge
Santiago Wanderers
- Chilenischer Meister: 2001

Universidad de Chile
- Chilenischer Meister: 2009-A, 2011-A

Huachipato
- Chilenischer Meister: 2012-C